# گمینا کتسنگا
گمینا کتسنگا (به لهستانی:  Gmina Kcynia) یک گمینا در لهستان است که در شهرستان ناکوو واقع شده‌است. گمینا کتسنگا ۲۹۷٫۰۲ کیلومتر مربع مساحت و ۱۳٬۷۳۰ نفر جمعیت دارد.